# Xã Inguadona, Quận Cass, Minnesota
Xã Inguadona (tiếng Anh: Inguadona Township) là một xã thuộc quận Cass, tiểu bang Minnesota, Hoa Kỳ. Năm 2010, dân số của xã này là 190 người.